# Desa Sukowati (administrativ by i Indonesien, lat -7,05, long 112,56)
Desa Sukowati är en administrativ by i Indonesien.   Den ligger i provinsen Jawa Timur, i den västra delen av landet, 600 km öster om huvudstaden Jakarta.